# Schaku (Einheit)
Das Schaku oder Sasi/Saschi war ein japanisches Längenmaß und war das Maß Fuß.
- 1 Schaku/Sasi = 168,25 Pariser Linien[1]= 37,955 Zentimeter
- 6 Schaku = 1 Ken/Keng[1]
- 360 Schaku = 60 Keng[1]
- 12960 Schaku = 3985,174 Meter[1]

Die Maßkette war:
- 1 Schaku/Sasi = 10 Sung /Sun = 100 Bu/Bun = 1000 Ring/Rin

Es gab verschiedene Schaku: Das Kane schaku, der metallene Fuß mit 30,4 Zentimeter (genauer 134,60 Pariser Linien = 30,364 Zentimeter) und das Kudschira schaku (Fischbeinschaku) hatte 37,9 Zentimeter.